# باشگاه فوتبال ورکسام
باشگاه فوتبال رکسهام (به انگلیسی: Wrexham A.F.C.)، یک [[باشگاه فوتبال]] در شهر [[رکسهام ولز]] است که در سال ۱۸۶۴ تأسیس شده است. این باشگاه قدیمی‌ترین تیم فوتبال در ولز و سومین تیم حرفه‌ای قدیمی در جهان به‌شمار می‌رود. رکسهام هم‌اکنون پس از آن‌که در فصل‌های متوالی توانست به ترتیب از لیگ ملی [[لیگ دو EFL لیگ یک EFL]] و هم اکنون در چمپیونشیپ (Championship) سطح دوم فوتبال باشگاهی انگلیس، حضور دارد.
در نخستین سال‌های فعالیت، رکسهام در مسابقات دوستانه و جام حذفی شرکت داشت و در سال ۱۸۹۰ با پیوستن به لیگ The Combination وارد رقابت‌های رسمی شد. این تیم ۱۳ فصل در لیگ ترکیبی و دو فصل در لیگ بزرگسالان ولز حضور داشت و موفق به کسب چهار عنوان قهرمانی در لیگ ترکیبی، و دو عنوان در لیگ ولز شد. رکسهام در سال ۱۹۰۵، به لیگ بیرمنگام پیوست و تا سال ۱۹۲۱ در آنجا باقی ماند، تا آن‌که به‌عنوان یکی از اعضای مؤسس، به دسته سوم شمالی لیگ فوتبال انگلیس ملحق شد.
رکسهام، ۳۷ سال در بخش شمالی حضور داشت تا اینکه در سال ۱۹۵۸، با سازمان‌دهی مجدد لیگ‌ها، وارد دسته سوم شد و در سال ۱۹۶۰ به دسته چهارم سقوط کرد. در فصل ۶۲–۱۹۶۱ دوباره به دسته سوم صعود کرد، اما در سال ۱۹۶۴ مجدداً سقوط کرد. در دهه ۱۹۷۰ موفق به صعود شد و در فصل ۷۸–۱۹۷۷، با قهرمانی در دسته سوم، برای نخستین بار به دسته دوم فوتبال انگلیس راه یافت. اما با دو سقوط پیاپی، در سال ۱۹۸۳ به دسته چهارم بازگشت و تا فصل ۹۳–۱۹۹۲ شاهد صعود مجدد نبود.
در اوایل دهه ۲۰۰۰، رکسهام دچار بحران‌های مالی شد که منجر به سقوط دوباره و قرارگیری در مدیریت قانونی در سال ۲۰۰۴ گردید. این مشکلات تا سال ۲۰۰۶ ادامه داشت. در سال ۲۰۰۸، تیم از لیگ فوتبال کنار رفت و به لیگ ملی (سطح پنجم) سقوط کرد. پس از چند تلاش ناموفق در پلی‌آف، سرانجام در فصل ۲۳–۲۰۲۲ با قهرمانی در لیگ ملی، مجدداً به لیگ فوتبال بازگشت و در آوریل ۲۰۲۴ صعود خود را به لیگ یک EFL قطعی و در فصل ۲۵–۲۰۲۴  با ایستادن در رتبه دوم جدول صعود خود را به چمپیونشیپ ( سطح دوم ) قطعی کرد .
باشگاه رکسهام تاکنون ۲۳ بار جام ولز را کسب کرده و رکورددار قهرمانی در این رقابت‌هاست. از دیگر افتخارات آن می‌توان به قهرمانی در جام اتحادیه باشگاه‌های فوتبال (Football League Trophy) در سال ۲۰۰۵ و جام حَذفی FA Trophy در سال ۲۰۱۳ اشاره کرد. همچنین پنج بار قهرمان جام برتر FAW شده ‌است.
از جمله دیدارهای خاطره‌انگیز این تیم می‌توان به بازی مقابل آرسنال در جام حذفی سال ۱۹۹۲ و پیروزی ۱–۰ برابر اف‌سی پورتو در جام برندگان جام اروپا در سال ۱۹۸۴ اشاره کرد. رکسهام به‌واسطه قهرمانی در جام ولز، چندین بار جواز حضور در جام برندگان جام اروپا را کسب کرده‌است. نخستین بازی اروپایی این تیم در سال ۱۹۷۲ برابر اف‌سی زوریخ برگزار شد و آخرین حضور آن در این رقابت‌ها، بازی برابر پترولول پلویشتی رومانی در سال ۱۹۹۵ بود.
ورزشگاه خانگی باشگاه، ریس‌کورس گراند (Racecourse Ground)، قدیمی‌ترین استادیوم بین‌المللی جهان است که همچنان میزبان مسابقات بین‌المللی است. رکورد بیشترین حضور تماشاگر در این ورزشگاه در سال ۱۹۵۷ و در بازی مقابل منچستریونایتد با ۳۴٬۴۴۵ نفر ثبت شد.
در نوامبر ۲۰۲۰، دو بازیگر سرشناس، رایان رینولدز و راب مک‌الهنی، مالکیت باشگاه را به‌دست آوردند. این خرید همراه با ساخت مستند تلویزیونی Welcome to Wrexham(به رکسهام خوش آمدید)، توجه جهانی را به این باشگاه جلب کرد و موجب افزایش چشمگیر شهرت و تعداد هواداران آن در سطح بین‌المللی شد.

## پیشینه
باشگاه فوتبال ورکسام در اکتبر ۱۸۶۴ توسط اعضای باشگاه کریکت ورکسام تأسیس شد  ، که به‌دنبال فعالیتی ورزشی برای ماه‌های زمستان بودند. این باشگاه به‌عنوان پنجمین باشگاه قدیمی فوتبال (پس از باشگاه‌های شفیلد، کری واندررز، هالام و ناتس کانتی)، سومین باشگاه حرفه‌ای قدیمی (پس از ناتس کانتی و استوک سیتی) و قدیمی‌ترین باشگاه فوتبال در ولز شناخته می‌شود. نخستین بازی رسمی ورکسام در ۲۲ اکتبر ۱۸۶۴، در زمین کریکت شهرستان دنبیگ‌شر (Racecourse Ground) در برابر تیم آتش‌نشانی «پرنس آو ولز» برگزار شد.
با توجه به نبود قوانین استاندارد در آن زمان، مسابقات اولیه گاهی با تیم‌هایی متشکل از حداکثر ۱۷ بازیکن در هر طرف برگزار می‌شد. برای نمونه، در دیدار مقابل دفتر بیمه استانی و کالج چستر، هر تیم ۱۶ بازیکن داشت و در بازی مقابل تیپ آتش‌نشانی داوطلب، از ۱۵ بازیکن استفاده شد. باشگاه ورکسام از پیشگامان ترویج قانون محدود کردن تعداد بازیکنان به ۱۱ نفر در هر تیم بود.
در سال ۱۸۷۶، با تأسیس اتحادیه فوتبال ولز، نخستین بازی ملی تیم ملی ولز در برابر اسکاتلند در پارتیک، گلاسگو برگزار شد. در این دیدار، دو بازیکن از ورکسام، ادوین کراس و آلفرد دیویس، به‌عنوان نخستین بازیکنان ملی‌پوش این باشگاه در ترکیب تیم ملّی ولز حضور داشتند. ورکسام در دهه‌های بعد نیز بازیکنان متعددی را به تیم ملی معرفی کرد و نقش مهمی در توسعه فوتبال در ولز ایفا نمود.

## ورزشگاه
از سال ۱۸۶۴، باشگاه فوتبال ورکسام بازی‌های خانگی خود را در ریس‌کورس گراند (Racecourse Ground) برگزار می‌کند. این ورزشگاه در جاده مولد، مسیر اصلی منتهی به شهر ورکسام، و در مقابل منطقهٔ مسکونی مائسگوین واقع شده‌است. موقعیت این مجموعه ورزشی میان دانشگاه ورکسام و ایستگاه راه‌آهن مرکزی شهر قرار دارد.
در اوت ۲۰۱۱، دانشگاه گلیندور (که در آن زمان با عنوان دانشگاه ورکسام شناخته می‌شد) مالکیت ورزشگاه و مرکز تمرینی باشگاه در گرسفورد را به‌دست آورد و نام ورزشگاه به ورزشگاه ریس‌کورس گراند دانشگاه گلیندور تغییر یافت. در سال ۲۰۱۶، بنیاد هواداران ورکسام اجارهٔ ۹۹ سالهٔ ورزشگاه را در اختیار گرفت و نام پیشین آن، ریس‌کورس گراند، مجدداً احیا شد.
ظرفیت این ورزشگاه حدود ۱۰٬۵۰۰ نفر است که آن را به یکی از بزرگ‌ترین ورزشگاه‌های سطح ملی فوتبال انگلیس (پیش از صعود به لیگ‌های بالاتر) تبدیل کرده‌است. در ژوئن ۲۰۲۲، باشگاه ورکسام مالکیت کامل ورزشگاه را از دانشگاه خریداری کرد و برنامه‌هایی برای بازسازی و گسترش آن اعلام نمود. در فصل ۲۵–۲۰۲۴، با افزودن جایگاه موقت در بخش کوپ (Kop)، ظرفیت ورزشگاه به ۱۳٬۳۴۱ نفر افزایش یافته‌است.

## زمین تمرین
زمین‌های تمرین باشگاه ورکسام
زمین تمرین اصلی باشگاه فوتبال ورکسام، پارک کالیرز (Colliers Park) است که به‌صورت اختصاصی در منطقهٔ گرسفورد ساخته شده و در ژوئن ۱۹۹۷ با هزینه‌ای بالغ بر ۷۵۰٬۰۰۰ پوند افتتاح شد. این مجموعه تمرینی به‌عنوان یکی از بهترین زمین‌های تمرین خارج از لیگ برتر انگلستان شناخته می‌شود و با وجود آن‌که تاکنون میزبان تیمی از لیگ برتر نبوده، تیم‌هایی چون تیم ملی انگلستان، تیم ملی ولز، بارسلونا و رنجرز از آن برای مقاصد تمرینی استفاده کرده‌اند.
از زمان افتتاح، امکانات پارک کالیرز به‌تدریج توسعه یافته‌است، از جمله ساخت تپه تمرینی، زمین‌های قابل استفاده در تمام فصول، و یک جایگاه کوچک. در سال ۲۰۱۱، دانشگاه گلیندور این مجموعه را هم‌زمان با خرید ورزشگاه ریس‌کورس گراند، به مالکیت خود درآورد. در فوریه ۲۰۱۸، با سرمایه‌گذاری حدود ۴ میلیون پوندی از سوی اتحادیه فوتبال ولز، این مرکز برای تبدیل‌شدن به یک مرکز توسعه ملی بازطراحی شد.
در آغاز فصل ۲۰۱۶–۲۰۱۷، به‌دلیل هزینه‌های بالای بهره‌برداری از پارک کالیرز، باشگاه تصمیم گرفت تمرینات تیم اصلی را به پارک استنستی (Stansty Park)، خانهٔ باشگاه لکس گلیندور از لیگ ملی ولز، منتقل کند. با این حال، استفاده از پارک کالیرز برای تیم‌های جوانان و رزرو ادامه یافت.
در ادامه، باشگاه اعلام کرد که برای فصل ۲۰۱۷–۲۰۱۸، تمرینات خود را به زمین «9 Acre» در نزدیکی مرکز شهر منتقل خواهد کرد. با وجود این تصمیم، رکسهام در برخی مقاطع از جمله در سال ۲۰۲۱، همچنان از پارک استنستی بهره برد. پس از واگذاری باشگاه به مالکان جدید در سال ۲۰۲۰، تمرینات تیم در چندین مکان از جمله پارک کالیرز ادامه یافته و باشگاه همچنان از چند مرکز تمرینی به‌صورت هم‌زمان استفاده می‌کند.